# Giraffengazellen
Die Giraffengazellen (Litocranius), auch Gerenuks genannt, sind eine afrikanische Gattung der Antilopen aus der Gruppe der Gazellenartigen mit einer oder zwei Arten (je nach Taxonomie). Die Bezeichnung Gerenuk ist eine phonetische Wiedergabe des Somali-Namens garanug.
Abbildungen von Giraffengazellen finden sich schon bei den alten Ägyptern aus der Zeit um 5600 v. Chr., wissenschaftlich beschrieben wurde die Art jedoch erst 1878. Bis heute ist sehr wenig über die Lebensweise dieser Gazelle bekannt. In der afrikanischen Landschaft fallen die Giraffengazellen vor allem auf, weil sie sich während des Äsens häufig auf die Hinterbeine stellen, um an Blätter zu gelangen.

## Merkmale

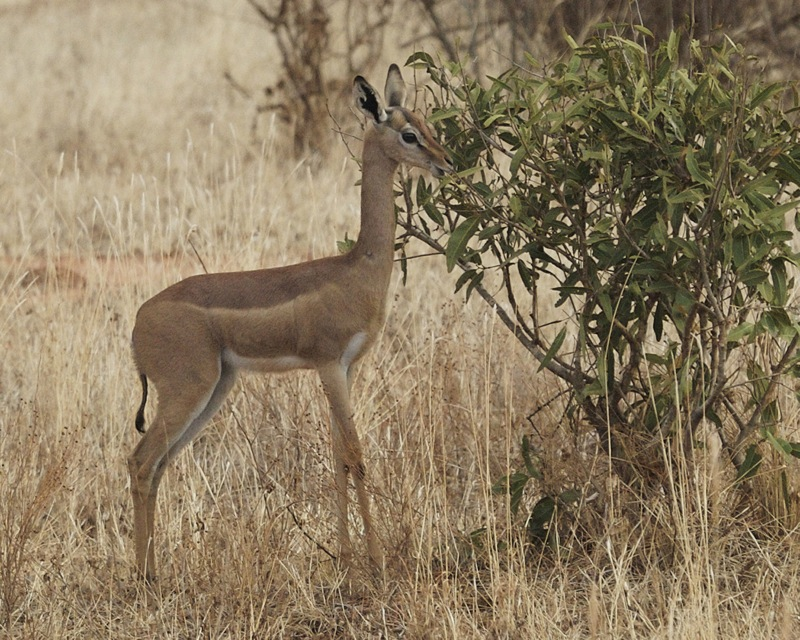
Giraffengazellen im Masai Mara in Kenia

Die Giraffengazellen sind aufgrund ihres langen, schlanken Halses und der langen Läufe unverwechselbar. Sie erreichen eine Schulterhöhe von bis zu 1,04 Meter. Das Gewicht beträgt 32 bis 50 Kilogramm, die Hörner, die nur das Männchen trägt, werden bis zu 43 Zentimeter lang.
Das Haarkleid ist auf dem Rücken rötlich schokoladenbraun, die Körperseiten sind dagegen deutlich heller und scharf gegenüber dem Rückensattel abgesetzt. Dieses zweifarbige Haarkleid auf der Körperoberseite ist unter Gazellen einzigartig. Eine dunkle Linie grenzt die weiße Bauchseite deutlich ab. Die Ohren sind sehr groß, ein weißer Augenring verjüngt sich zum Maul hin. Das Männchen weist kurze, stark geringelte und mit einem relativ dicken Schaft versehene Hörner auf. Sie bilden einen schwungvoll nach hinten gerichteten Bogen, drehen sich dann nach vorne und enden in einem engen Haken. Das Männchen weist außerdem auffällige Voraugendrüsen auf, die eine dunkle Substanz absondern. Weitere Duftdrüsen finden sich an den hinteren Beinen in Höhe des Sprunggelenks.

## Verbreitung
Das Verbreitungsgebiet reicht von Äthiopien und Somalia über Kenia in den Norden Tansanias. In historischer Zeit waren Giraffengazellen auch im Sudan und in Ägypten verbreitet, sind dort aber seit langem ausgestorben. Das bevorzugte Habitat sind aride Gebiete, meistens Dornbuschsavannen.

## Lebensweise

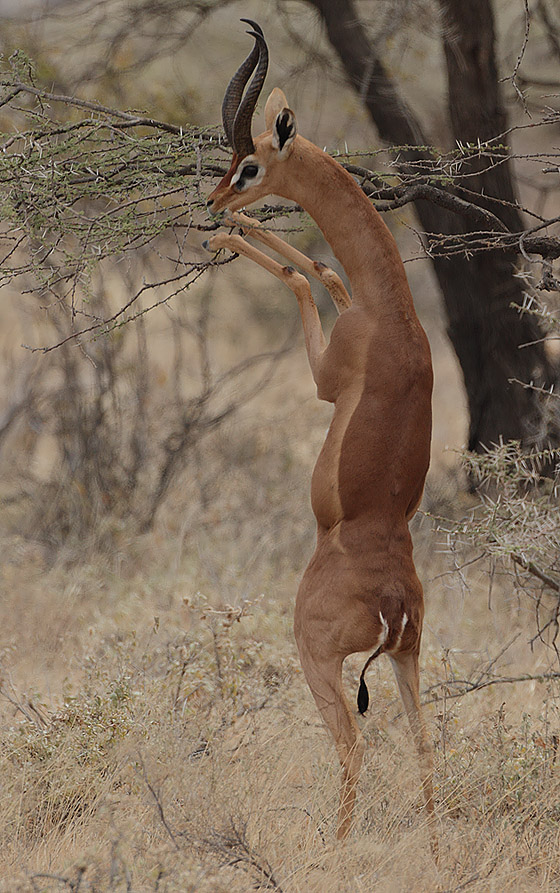
Giraffengazelle beim Fressen im Samburu-Nationalreservat

Die Giraffengazellen zählen zu den Vertretern, die in besondere Weise an das Leben in der trockenen Savanne angepasst ist. Ähnlich wie die Säbelantilope und die Mendesantilope trinkt die Giraffenantilope noch nicht einmal dann, wenn sich ein Wasserloch in der Nähe befindet. Der Flüssigkeitsbedarf wird allein durch die Nahrung gedeckt.
Die Giraffengazellen ernähren sich hauptsächlich von Laub, und ähnlich wie die (nicht verwandten) Giraffen haben sie dafür die Verlängerung von Hals und Beinen entwickelt. Konvergent zur Giraffe entwickelte sich auch die raue Zunge und die verlängerten, unempfindlichen Lippen, mit denen selbst dornige Zweige umschlossen werden können. Mit geschlossenem Maul ziehen die Giraffengazellen dann ihren Kopf zurück und weiden die Blätter ab. Um an hohe Äste zu gelangen, erheben sich diese Antilopen auf die Hinterbeine und stützen sich mit den Vorderbeinen am Baum ab.
Das Nahrungsverhalten der Giraffengazellen ist unter anderem im Tsavo-East-Nationalpark untersucht worden, dabei wurde eine Nahrungskonkurrenz vor allem mit dem Kleinen Kudu festgestellt. Der Kleine Kudu hält sich allerdings vor allem in den Savannenregionen auf, die dichter mit Bäumen und Sträuchern bestanden sind. Wegen der Fähigkeit, sich während der Nahrungssuche auf die Hinterbeine zu stellen, sind für die Giraffengazellen außerdem Blätter erreichbar, die für den Kleinen Kudu unzugänglich sind. Im Tsavo-East-Nationalpark umfasste das Nahrungsspektrum der Giraffengazellen Blätter, Triebe, Blüten und einige Früchte. Auch einige Kletterpflanzen wurden von dieser Gazellenart gefressen. Die Giraffengazellen sind keine Nahrungsspezialisten, sondern nutzen mindestens 84 Pflanzenarten als Nahrungsquelle. Eine besondere Präferenz besteht für dornenbewehrte Pflanzen wie beispielsweise die Schwarzdorn-Akazie.
Die Weibchen leben mit ihren Jungen in kleinen Gruppen von zwei bis fünf Tieren. Ausgewachsene Männchen sind territoriale Einzelgänger, die zur Paarungszeit versuchen, Weibchen in ihren Revieren zu halten und sich mit ihnen zu paaren.

## Arten
Manche Autoren klassifizieren die zwei Unterarten als zwei gesonderte Arten:
- Nördliche Giraffengazelle (Litocranius walleri sclateri Neumann, 1899); etwas größere Art
- Südliche Giraffengazelle (Litocranius walleri walleri (Brooke, 1878)); etwas kleinere Art, die ein Band aus entgegengesetzt der Strichllinie verlaufenden Haaren am Nacken besitzt

## Bestand
Giraffengazellen sind wahrscheinlich niemals besonders häufig gewesen. Wegen ihrer einzelgängerischen Natur fallen sie unter den großen Huftierherden der Savannen kaum auf. Durch die Jagd ist die Art in den letzten Jahrzehnten allerdings noch seltener geworden. Die meisten Gerenuks gibt es heute in Äthiopien. Die Gesamtpopulation wird auf 70.000 Tiere geschätzt.